# Jaroslav Falta (1893)
Jaroslav Falta (16. května 1893 Turnov – 24. října 1942 Koncentrační tábor Mauthausen) byl tajemník okresní nemocenské pojišťovny v Praze a spolupracovník Operace Anthropoid z období druhé světové války popravený nacisty.

## Život a pomoc parašutistům
Jaroslav Falta se narodil 16. května 1893 v Turnově do rodiny Josefa Falty a Antonie Faltové, rozené Šídové. S manželkou Jarmilou Faltovou, rozenou Plíškovou (nar. 22. března 1911 Libčice nad Vltavou) měl dceru Evu Faltovou (nar. 15. ledna 1927 Praha). Rodina bydlela na pražském Spořilově v Jihozápadní ulici čp. 1172. Za protektorátu pracoval jako tajemník okresní nemocenské pojišťovny v Praze v Klimentské/Lannově ulici (Lannova ulice byla součástí tehdejšího Švehlovo nábřeží, dnes nábřeží Ludvíka Svobody).
Jaroslav Falta spolu s ředitelem Alexandrem Minivem vydával parašutistům a dalším ilegálním osobám falešné pracovní knížky. Do pomoci ho zapojil MUDr. Stanislav Hrubý (nar. 15. listopadu 1897), kterého oslovil Jaroslav Piskáček s tím, že má na starosti dva parašutisty z Anglie (Jozef Gabčík a Jan Kubiš), kteří potřebují pracovní knížky a doktor Hrubý ho odkázal na Okresní nemocenskou pojišťovnu. Následně tímto způsobem obstaral Jaroslav Falta a Alexandr Miniv asi třicet knížek pro osoby skrývané v ilegalitě na území protektorátu. Jeho dalším spolupracovníkem byl člen Petičního výboru Věrni zůstaneme (PVVZ) JUDr. Jiří Pleskot.

## Zatčení, smrt
Po zradě Karla Čurdy, který se sám přihlásil na gestapu 16. června 1942, začalo gestapo postupně rozkrývat síť podporovatelů. Jaroslav Falta byl zatčen ve svém spořilovském bytě spolu s manželkou a dcerou. Všichni tři byli v nepřítomnosti dne 29. září 1942 odsouzeni k trestu smrti a 10. října 1942 převezeni z Prahy do Malé pevnosti Terezín. Dne 22. října 1942 byli deportováni do koncentračního tábora Mauthausen a zde 24. října téhož roku popraveni zastřelením.

## Připomínka
- Jeho jméno (Falta Jaroslav *16. 5. 1893), jméno jeho manželky (Faltová Jarmila roz. Plíšková *22. 3. 1911) a dcery (Faltová Eva *15. 1. 1927) jsou uvedena na pomníku při pravoslavném chrámu svatého Cyrila a Metoděje (adresa: Praha 2, Resslova 9a). Pomník byl odhalen 26. ledna 2011 a je součástí Národního památníku obětí heydrichiády.[5][6]
- Jeho jméno, jméno jeho manželky a dcery jsou uvedena na pamětní desce obětem 2. světové války umístěné v přízemí budovy základní školy ZŠ Jižní IV. v Praze 4-Záběhlicích (ulice Jižní IV 1750/10). Na desce je nápis: "DÁL ŽIVÍ MRTVÍ BDĚTE S NÁMI JAK SVĚTLO V JITŘNÍCH MLHÁCH… ZA OSVOBOZENÍ VLASTI A LIDSTVÍ V TĚŽKÉM BOJI PROTI FAŠISMU POLOŽILI ŽIVOTY V LETECH 1939 – 1945 SPOŘILOVŠTÍ BRATŘI A SESTRY: (následuje výčet jmen) JAROSLAV FALTA, EVA FALTOVÁ, JARMILA FALTOVÁ / 4. KVĚTNA 1947".[7]
- Jeho jméno, jméno jeho manželky a dcery jsou uvedena na památníku obětem 2. světové války na Roztylském náměstí na Praze 4. Na desce je nápis: " 15.3.1939 – 9.5.1945 / Za německé okupace v době protektorátu Čechy a Morava obětovali život z lásky k národu, vlasti a svobodě nebo se stali nevinnou obětí nacistické zvůle tito naši spoluobčané Spořilova a Roztyl: (následuje výčet jmen) Jaroslav Falta, Eva Faltová, Jarmila Faltová (...) / Na věčnou paměť věnují občané Prahy 4 v roce 2013".[8]

## Galerie

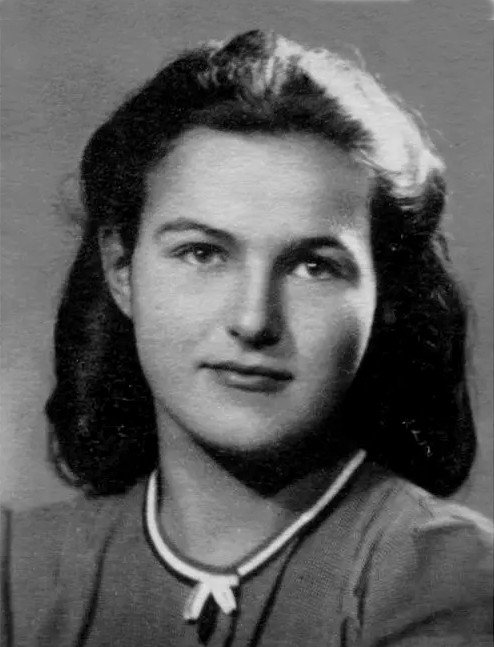
Dcera Eva Faltová
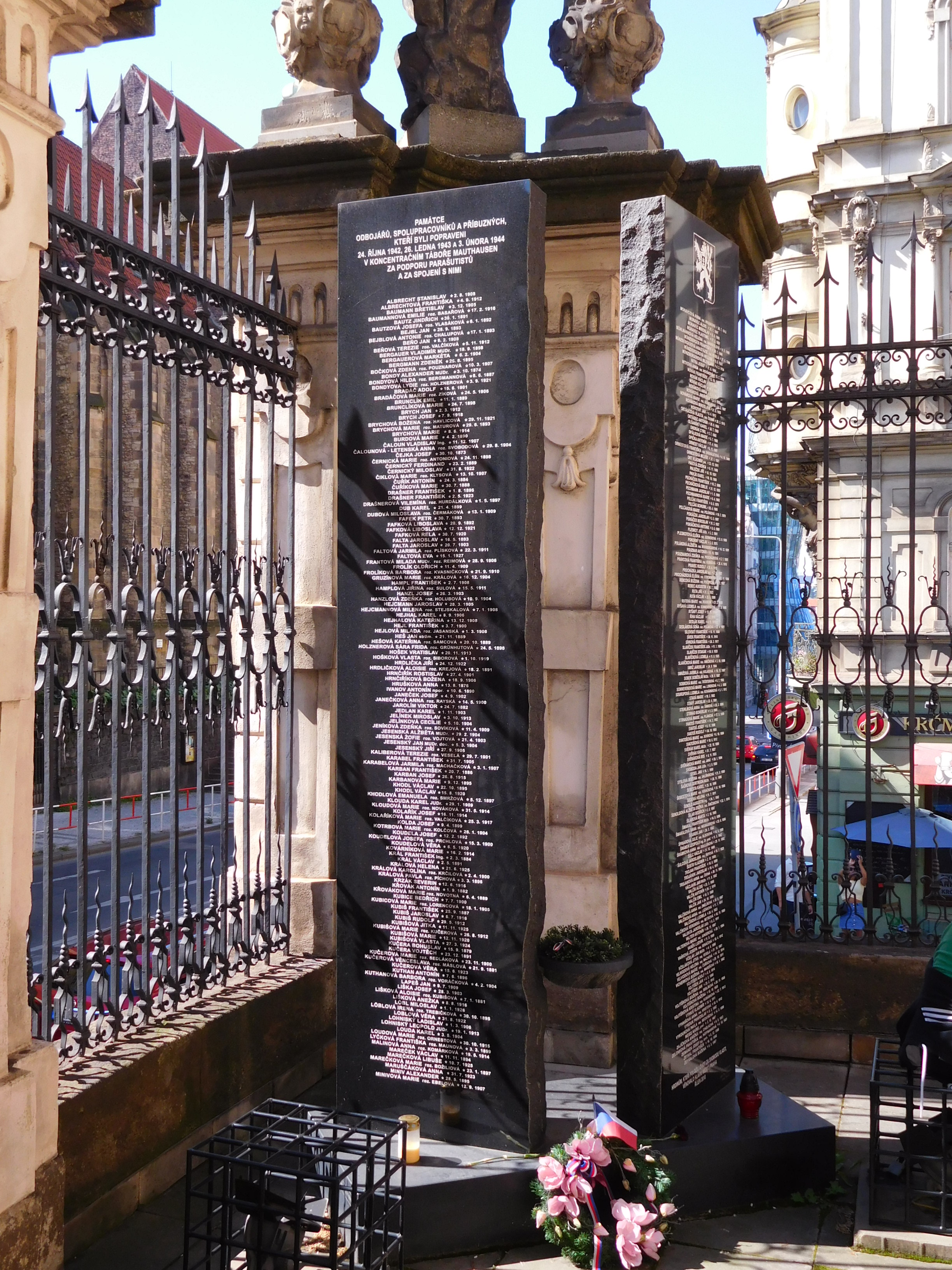
Pomník spolupracovníků parašutistů a jejich rodinných příslušníků na terase kostela sv. Cyrila a Metoděje v Resslově ulici v Praze
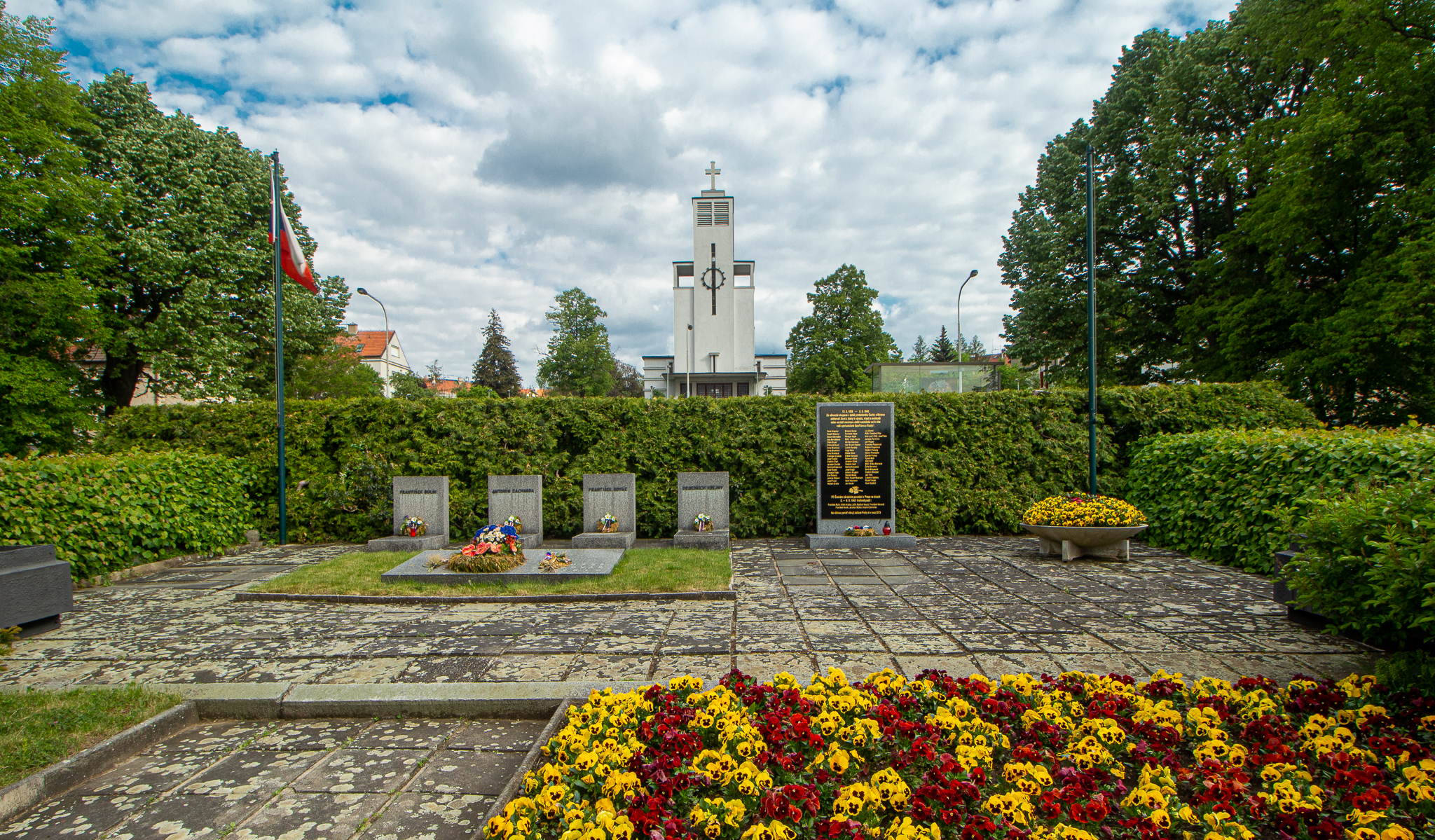
Pomník obětem 2. světové války na Roztylském náměstí v Praze-Záběhlicích
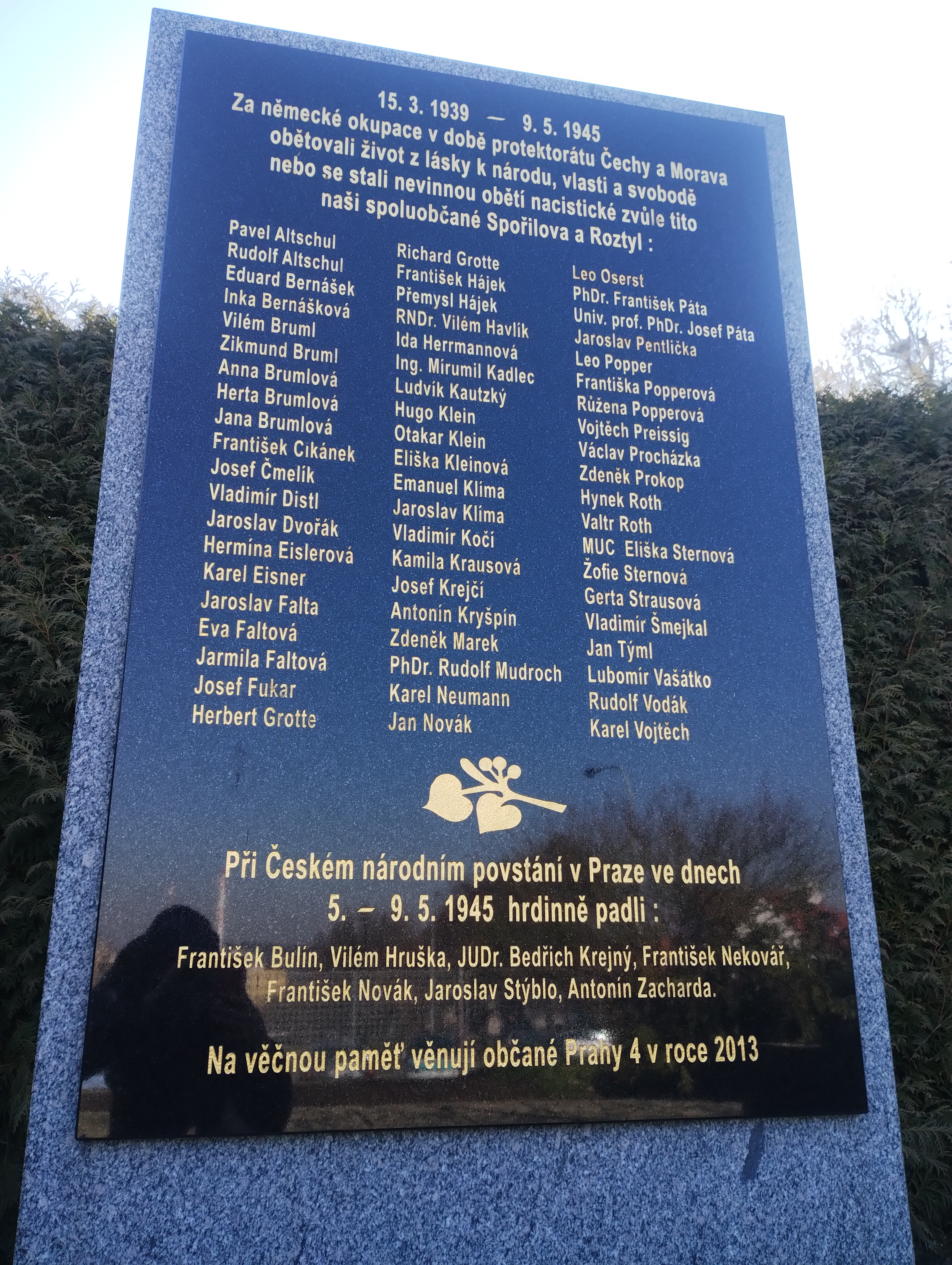
Detail pamětní desky se jmény na pomníku obětem 2. světové války, Roztylské náměstí v Praze-Záběhlicích